# Ортогональне перетворення
В лінійній алгебрі, ортогональне перетворення це лінійне перетворення T : V → V в дійсному просторі із визначеним внутрішнім добутком V, при якому зберігається внутрішній добуток. Тобто, для кожної пари u, v елементів V, маємо
{\displaystyle \langle u,v\rangle =\langle Tu,Tv\rangle \,.}
Оскільки довжина векторів і кутів між ними визначається через внутрішній скалярний добуток, ортогональне перетворення зберігає довжину векторів і кути між ними. Зокрема, ортогональні перетворення відображають ортонормовані базиси в ортонормовані базиси.
В дво- або тривимірному Евклідовому просторі ортогональні перетворення це жорсткі обертання, дзеркальні відбиття, або комбінації обертання і відбиття(також відоме як неправильне обертання). Відбиття це такі перетворення, які змінюють ліво на право, аналогічно як відзеркалення зображення. Матриці, які визначають правильне обертання (без дзеркального відбиття) мають детермінант +1. Перетворення із відбиттям задаються матрицями із детермінантом −1. Це дозволяє концепцію обертання і відбиття узагальнити для просторів з більшою розмірністю.
У просторах з скінченним виміром, матричне представлення (відповідно до ортонормованого базису) ортогонального перетворення є ортогональною матрицею. Її рядки є взаємно ортогональними векторами з одиничною нормою, так що рядки утворюють ортогональний базис V. Стовпці матриці є іншим ортогональним базисом V.
Інверсія ортогонального перетворення є іншим ортогональним перетворенням. Матричне представлення якого є транспонованою матрицею, що представляє ортогональне перетворення.

## Приклади
Розглянемо простір внутрішнього добутку {\displaystyle (\mathbb {R} ^{2},\langle \cdot ,\cdot \rangle )} із стандартним евклідовим внутрішнім добутком і стандартним базисом. Тоді, матричне перетворення
{\displaystyle T={\begin{bmatrix}\cos(\theta )&-\sin(\theta )\\\sin(\theta )&\cos(\theta )\end{bmatrix}}:\mathbb {R} ^{2}\to \mathbb {R} ^{2}}
є ортогональним. Аби пояснити це, розглянемо
{\displaystyle {\begin{aligned}Te_{1}={\begin{bmatrix}\cos(\theta )\\\sin(\theta )\end{bmatrix}}&&Te_{2}={\begin{bmatrix}-\sin(\theta )\\\cos(\theta )\end{bmatrix}}\end{aligned}}}
Тоді,
{\displaystyle {\begin{aligned}&\langle Te_{1},Te_{1}\rangle ={\begin{bmatrix}\cos(\theta )&\sin(\theta )\end{bmatrix}}\cdot {\begin{bmatrix}\cos(\theta )\\\sin(\theta )\end{bmatrix}}=\cos ^{2}(\theta )+\sin ^{2}(\theta )=1\\&\langle Te_{1},Te_{2}\rangle ={\begin{bmatrix}\cos(\theta )&\sin(\theta )\end{bmatrix}}\cdot {\begin{bmatrix}-\sin(\theta )\\\cos(\theta )\end{bmatrix}}=\sin(\theta )\cos(\theta )-\sin(\theta )\cos(\theta )=0\\&\langle Te_{2},Te_{2}\rangle ={\begin{bmatrix}-\sin(\theta )&\cos(\theta )\end{bmatrix}}\cdot {\begin{bmatrix}-\sin(\theta )\\\cos(\theta )\end{bmatrix}}=\sin ^{2}(\theta )+\cos ^{2}(\theta )=1\\\end{aligned}}}
Наведений приклад можна узагальнити для побудови всіх ортогональних перетворень. Наприклад, наступні матриці визначають ортогональне перетворення для {\displaystyle (\mathbb {R} ^{3},\langle \cdot ,\cdot \rangle )}:
{\displaystyle {\begin{bmatrix}\cos(\theta )&-\sin(\theta )&0\\\sin(\theta )&\cos(\theta )&0\\0&0&1\end{bmatrix}},{\begin{bmatrix}\cos(\theta )&0&-\sin(\theta )\\0&1&0\\\sin(\theta )&0&\cos(\theta )\end{bmatrix}},{\begin{bmatrix}1&0&0\\0&\cos(\theta )&-\sin(\theta )\\0&\sin(\theta )&\cos(\theta )\end{bmatrix}}}